# Бікарбонат амонію
Бікарбона́́т амо́нію (також гі́дрокарбона́т амо́нію) є неорганічною сполукою з формулою (NH4)HCO3. Комплекс має багато назв, що відображають його довгу історію. Хімічно кажучи, це бікарбонатна сіль іона амонію. Це безбарвна тверда речовина, яка легко розкладається на вуглекислий газ, воду та аміак.

## Отримання
Бікарбонат амонію отримують шляхом поєднання вуглекислого газу та аміаку:
{\displaystyle {\ce {CO2 + NH3 +H2O -> (NH4)HCO3}}}
Оскільки бікарбонат амонію термічно нестабільний, реакційний розчин зберігають холодним, що дозволяє осадити продукт у вигляді білої твердої речовини. У 1997 році таким чином було вироблено близько 100 тис. тонн.
Газоподібний аміак, який пропускають у міцний водний розчин сесквікарбонату (суміш 2:1:1 (NH4)HCO3, (NH4)2CO3 і H2O), перетворює його на звичайний карбонат амонію (NH4)2CO3), який можна отримати в кристалічному стані з розчину, приготовленого приблизно при 30 °C. Ця сполука під впливом повітря виділяє аміак і перетворюється на бікарбонат амонію.

### Сіль крапля
Композиції, що містять карбонат амонію, відомі давно. Колись вони вироблялися комерційно, раніше відомі як летюча сіль або сіль ореха. Його отримували шляхом сухої перегонки азотовмісних органічних речовин, таких як волосся, ріг, шкіра. Крім бікарбонату амонію, цей матеріал містить карбамат амонію (NH4CO2NH2) і карбонат амонію ((NH4) 2CO3). Його іноді називають сесквікарбонатом амонію. Він має сильний аміачний запах, і при обробці спиртом карбамат розчиняється, залишаючи залишок бікарбонату амонію.
Подібне розкладання відбувається, коли сесквікарбонат піддається дії повітря.

## Використання
Бікарбонат амонію використовується в харчовій промисловості як розпушувач для випічки, наприклад печива та крекерів. Його зазвичай використовували вдома до появи сучасного розпушувача. У багатьох кулінарних книгах про випічку, особливо зі скандинавських країн, його все ще називають hartshorn або hornsalt, тоді як фінською мовою він відомий як «hirvensarvisuola», норвезькою «hjortetakksalt», данською «hjortetakssalt», «hjorthornssalt» шведською мовою та «Hirschhornsalz» німецькою (букв. «сіль оленячого рогу»). Хоча під час випічки відчувається легкий запах аміаку, він швидко вивітрюється, не залишаючи смаку. Він використовується, наприклад, у шведському печиві «drömmar», у данському різдвяному печиві «brunkager» і німецькому Lebkuchen. У багатьох випадках його можна замінити харчовою содою чи розпушувачем, або комбінацією обох, залежно від складу рецепта та вимог до закваски. Порівняно з харчовою содою або поташем, горн має перевагу у тому, що при тій самій кількості агента виробляє більше газу та не залишає солоного чи мильного смаку в готовому продукті, оскільки він повністю розкладається на воду та газоподібні продукти, які випаровуються під час випікання. Однак його не можна використовувати для вологих, об'ємних хлібобулочних виробів, таких як звичайний хліб або тістечка, оскільки деяка кількість аміаку буде затримано всередині та спричинить неприємний смак. Йому присвоєно номер E E503 для використання як харчова добавка в Європейському Союзі.
Він зазвичай використовується як недороге азотне добриво в Китаї, але зараз поступово припиняється на користь сечовини для якості та стабільності. Ця сполука використовується як компонент у виробництві вогнегасних складів, фармацевтичних препаратів, барвників, пігментів, а також є основним добривом, будучи джерелом аміаку. Бікарбонат амонію все ще широко використовується у виробництві пластмас і гуми, у виробництві кераміки, при дубленні хромової шкіри та для синтезу каталізаторів.
Він також використовується для буферизації розчинів, щоб зробити їх злегка лужними під час хімічного очищення, наприклад , високоефективної рідинної хроматографії. Оскільки він повністю розкладається до летких сполук, це дозволяє швидко відновити цікаву сполуку шляхом ліофільної сушки. Крім того, він також корисний як лужний буферний агент для аналітичної РХ-МС, оскільки його летючість дозволяє швидко автоматично видаляти його з потоку зразка в розпилювальних камерах низького тиску, які використовуються багатьма стандартними мас-спектрометричними детекторами, детекторами, що знаходяться в кінці типового РХ. — Системи МС, такі як іонізаційні детектори з електророзпиленням. Це критично важливо, оскільки більшість мас-спектрометричних детекторів стають насиченими сигналом або навіть пошкоджуються через невелику кількість іонів, що потрапляють у детектор за один раз. Ця проблема обмежує буферні агенти та інші добавки в буферах LC-MS або надзвичайно слідовими концентраціями, або досить леткими сполуками. У діапазоні рН приблизно від 7 до 9 бікарбонат амонію є одним із небагатьох варіантів, доступних як основний буферний агент для більшості буферів РХ-МС.
Також гідрокарбонат амонію є ключовим компонентом відхаркувального сиропу від кашлю «Сенега і нашатирний спирт».
Він також використовується як атрактант для лову комах, таких як муха з лушпиння волоського горіха (Rhagoletis completa).

## Хімічні властивості
Він розчиняється у воді, утворюючи слаболужний розчин. Він нерозчинний в ацетоні та спиртах.
Бікарбонат амонію розкладається вище приблизно 36 °C на аміак, вуглекислий газ і воду в ендотермічному процесі, що призводить до зниження температури води:
{\displaystyle {\ce {NH4HCO3 -> NH3 + H2O + CO2}}}
При обробці кислотами також утворюються солі амонію:
{\displaystyle {\ce {NH4HCO3 + HCl -> NH4Cl + CO2 + H2O}}}
Реакція з основою утворює аміак.
Реагує з сульфатами лужноземельних металів з осадженням їх карбонатів:
{\displaystyle {\ce {CaSO4 + 2 NH4HCO3 -> CaCO3 + (NH4)2SO4 + CO2 + H2O}}}
Він також реагує з галогенідами лужних металів, утворюючи бікарбонат лужного металу та галогенід амонію:
{\displaystyle {\ce {NH4HCO3 + NaCl -> NH4Cl + NaHCO3}}}
{\displaystyle {\ce {NH4HCO3 + KI -> NH4I + KHCO3}}}
{\displaystyle {\ce {NH4HCO3 + NaBr -> NH4Br + NaHCO3}}}

## Природне явище
Сполука зустрічається в природі як надзвичайно рідкісний мінерал тешемахерит. Також його можна отримати з оленячих рогів.

## Безпека
Бікарбонат амонію подразнює шкіру, очі та дихальну систему. Короткострокові наслідки для здоров'я можуть виникнути відразу або незабаром після впливу бікарбонату амонію. Вдихання бікарбонату амонію може подразнювати ніс, горло та легені, викликаючи кашель, хрипи та/або задишку. Повторний вплив може спричинити розвиток бронхіту з кашлем та/або задишкою. Наслідки для здоров'я можуть виникнути через деякий час після впливу бікарбонату амонію і тривати місяці або роки.
Там, де це можливо, операції повинні бути закриті, і рекомендується використовувати місцеву витяжну вентиляцію на місці викиду хімікату. Якщо місцева витяжна вентиляція або огородження не використовуються, необхідні респіратори. Одягніть захисний робочий одяг, змініть одяг і ретельно вимийтеся відразу після впливу бікарбонату амонію.
Бікарбонат амонію з Китаю, який використовується для виробництва печива, виявився забрудненим меламіном, і імпорт було заборонено в Малайзії після китайського молочного скандалу 2008 року.